# Batssar
Batssar (armeniska: Բացսար) är ett berg i Armenien. Det ligger i provinsen Gegharkunik, i den centrala delen av landet, 80 kilometer öster om huvudstaden Jerevan. Toppen på Batssar är 2 468 meter över havet.
Terrängen runt Batssar är bergig, och sluttar norrut. Närmaste större samhälle är Martuni, 10,9 kilometer nordväst om Batssar. 
Trakten runt Batssar består i huvudsak av gräsmarker. Runt Batssar är det ganska tätbefolkat, med 72 invånare per kvadratkilometer.